# إعلان استقلال كولومبيا

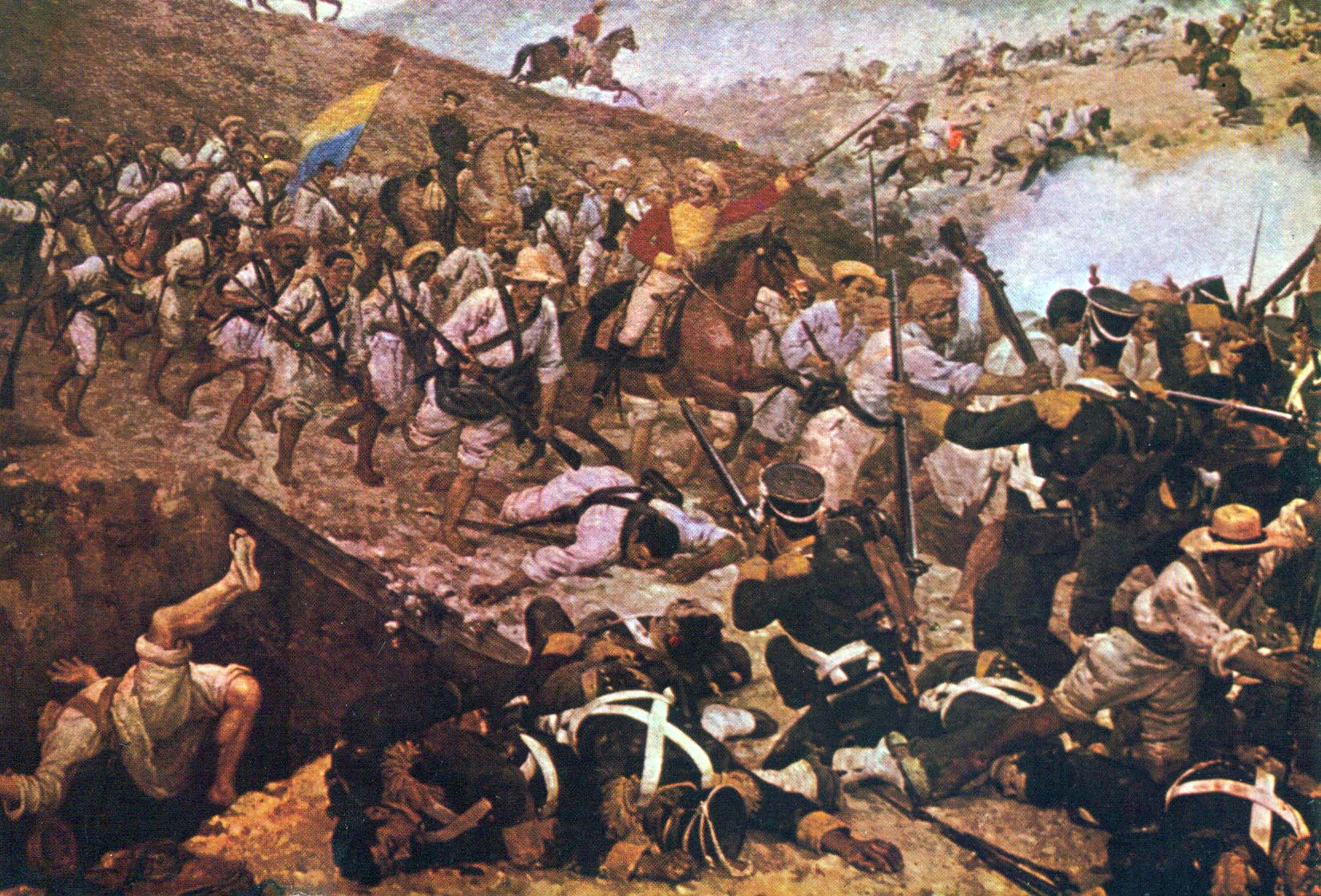
معركة بوياكا

يُشير إعلان استقلال كولومبيا إلى الأحداث التي وقعت في 20 يوليو 1810؛ في «سانتا في دي بوغوتا»، في النيابة الملكية الاستعمارية الإسبانية لغرناطة الجديدة. وقد نتج عن تلك الأحداث في ذلك اليوم؛ إنشاء «الخونتا العسكرية لسانتا في». وقد أدت تجربة الحكم الذاتي في نهاية المطاف إلى إنشاء جمهورية كولومبيا. (ملاحظة: تضم المنطقة الأولى، وفقًا للنيابة الملكية الإسبانية لغرناطة الجديدة ولقبطانية فنزويلا، ما هو أكثر بكثير من كولومبيا الحالية؛ وللتمييز، يطلق المؤرخون على هذه الدولة العليا اسم: جمهورية كولومبيا الكبرى).

## الخلفية السياسية
كانت إسبانيا تحت حكم مطلق مستنير مثالي، يروج للثقافة ويعزز المسيحية، ويسمح ببعض من التعبير عن أفكار عصر التنوير، داخل البلاد ومستعمراتها، في نفس الوقت الذي حافظ فيه على سيطرة سياسية قوية. غير أن المستعمرات الإسبانية في الأمريكتين مُنِعت من التجارة مع بلدان آخرى ومع مستعمراتها، مثل بريطانيا العظمى، وأمريكا الشمالية البريطانية، والإمبراطورية الفرنسية، وفرنسا الجديدة. كانت إسبانيا المصدر الوحيد للسلع والبضائع، رغم عجزها عن تلبية المطالب التجارية لمستعمراتها. وعلاوة على ذلك، فقد أدى دعم كارلوس الثالث لاستقلال الولايات المتحدة إلى فرض ضرائب جديدة، وهو ما تسبب في حدوث اضطرابات في المستعمرات الإسبانية في الأمريكتين، مثل ثورة الكومونيروس (غرناطة الجديدة)، وتمرد توباك أمارو الثاني. ومن بين التوترات الكبرى الآخرى؛ سياسة إقصاء الكريولوس، أو البيض المحليين، من الإدارة العامة.
لم يكن كارلوس الرابع (الذي حكم من عام 1788-1808) مهتمًا كثيرًا بممارسة السلطة السياسية، فقد تارك مثل هذه المهام لوزرائه، وخاصة للمكروه مانويل جودوي. كان كارلوس الرابع أكثر اهتمامًا بمتابعة الفنون والعلوم، ولم يول أهمية كبيرة للمستعمرات الأمريكية.

لوحة "الثالث من مايو 1808" بريشة فرانثيسكو غويا

كان التطور الذي عجل بأحداث 20 يوليو 1810، هو أزمة الملكية الإسبانية الناجمة عن تنازل كارلوس الرابع وفيرناندو السابع سنة 1808 عن العرش بأمر من نابليون بونابرت لصالح أخيه جوزيف بونابرت. في مستهل الأمر كان صعود الملك جوزيف موضع ترحيب من قِبَل الـ«أفرانسيسادو» الإسبانين (تعني حرفيًا: الفرنسيين الإسبان)؛ الذين كانوا في العادة من أهل النخبة ورجال الدولة البارزين؛ الذين اعتقدوا بأن التعاون مع فرنسا من شأنه أن يجلب الحداثة والحرية إلى إسبانيا. وكان من بين الأمثلة على سياسات جوزيف؛ إلغاء محاكم التفتيش الإسبانية. ورغم ذلك، فإن عامة الناس رفضوا الملك الجديد، وشاعت المعارضة بقيادة الكهنة والوطنيين، بعد أن اشتهرت على نطاق واسع محاولات الجيش الفرنسي الأولى للقمع والاضطهاد (مثل الإعدامات التي حدثت في 3 مايو 1808 في مدريد).
في نهاية المطاف تشكلت في إسبانيا حكومة طوارئ على هيئة مجلس عسكري مركزية عليا. وأقسمت أغلب السلطات في الأمريكتين الولاء للمجلس العسكري المركزي الجديد.

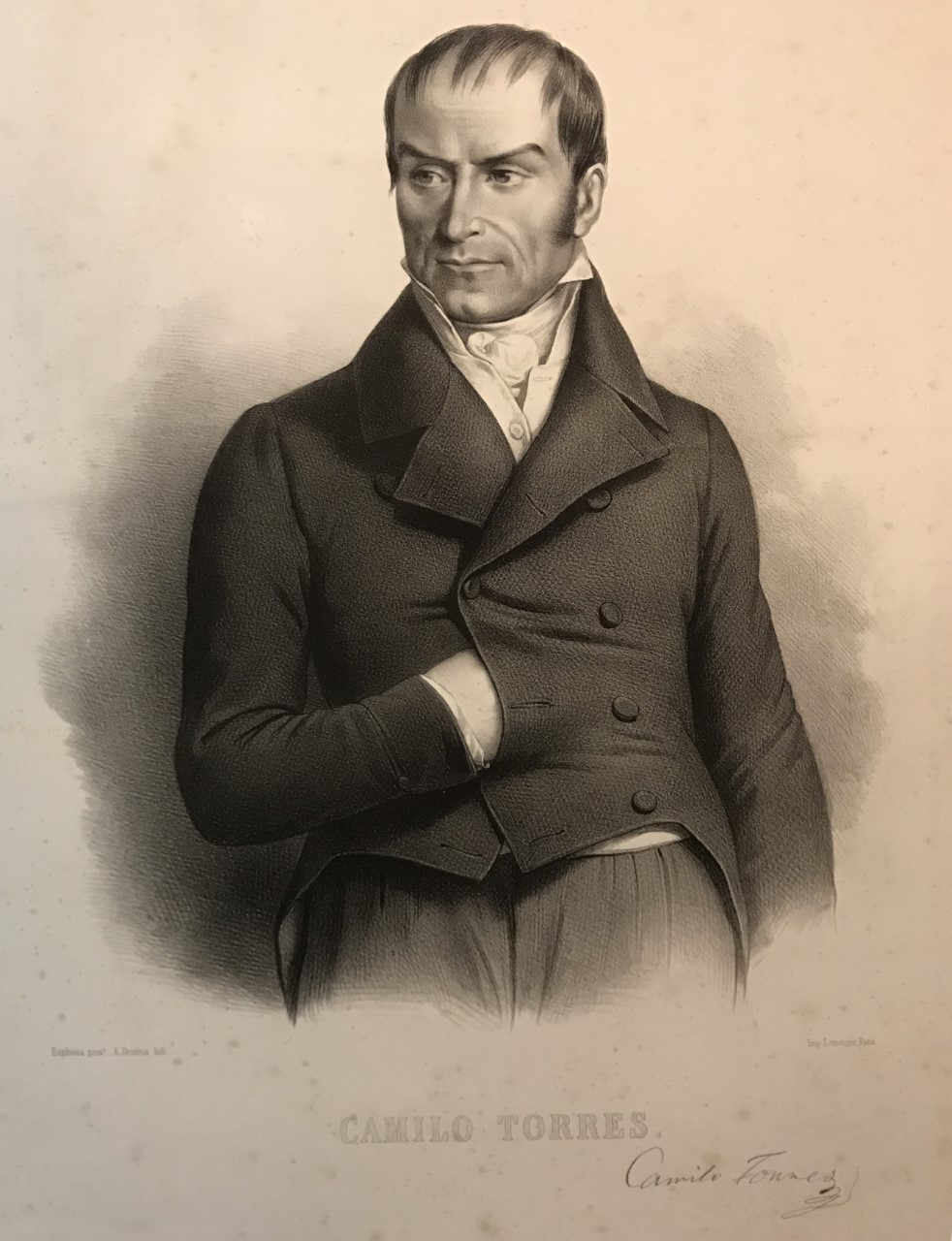
كاميلو توريس

### مذكرة المظالم أو مذكرة المخالفات

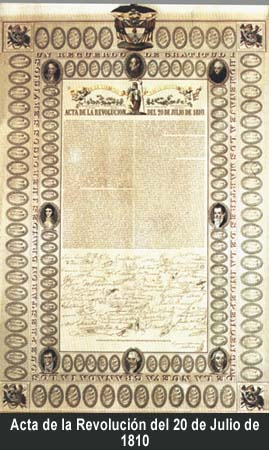
نسخة من قانون الاستقلال احترقت عام 1900

أصدرت الخونتا العسكرية العليا الأوامر لمجالس المدن الرئيسية (الكابيلدو أو الحكومات المحلية) في النيابات الملكية الإسبانية الأمريكية؛ لانتخاب ممثل عن كل مدينة. وشمل ذلك المدن الرئيسية في النيابة الملكية لإسبانيا الجديدة، والنيابة الملكية لبيرو، والنيابة الملكية لغرناطة الجديدة، والنيابة الملكية لريو دي لا بلاتا، والرئاسة العامة لكوبا، والرئاسة العامة لبورتوريكو، والرئاسة العامة لغواتيمالا، والرئاسة العامة لتشيلي، والرئاسة العامة لفنزويلا، وجزر الهند الشرقية الإسبانية. وبالإضافة إلى ذلك، كان من الواجب على تلك المجالس صياغة تعليمات تُقدم للممثل لتقديمها إلى الخونتا العسكرية العليا.

قام كاميلو توريس تينوريو، بصفته المستشار القانوني لمجلس «سانتا في دي بوغوتا»، بصياغة مذكرة المظالم. وانتقد فيها سياسة الملكية الإسبانية المتمثلة في استبعاد الكريولوس من المناصب العليا في الأمريكتين، وإدعاء الملكية الإسبانية الحق في حكم أوطانهم باعتبارهم «يمثلون نسل الغزاة». وعلاوة على ذلك، فقد اقترح المساواة بين الإسبانين والأمريكيين الإسبان كأساس للحفاظ على وحدة الملكية الإسبانية:
«[لا توجد] وسيلة أخرى لتعزيز الاتحاد بين أمريكا وإسبانيا؛ [سوى] التمثيل العادل والكفؤ لشعب الاتحاد، دون أي فرق بين الرعية؛ الذين لا يتمتعون، بسبب قوانينهم وعاداتهم وأصولهم وحقوقهم؛ بالمساواة! بالحق المقدس في المساواة. فالعدالة تقوم على هذا المبدأ، وعلى منح كل شخص ما يستحقه. الاتحاد الأخوي الحقيقي بين الإسبانيين الأوروبيين والأمريكيين… لا يمكن أن يوجد إلا على أساس من العدالة والمساواة. تُعد أمريكا وإسبانيا جزءًا لا يتجزء من الملكية الإسبانية… وأي شخص يعتقد بخلاف ذلك؛ هو شخص لا يحب وطنه… لذلك فإن استبعاد الأمريكيين من هذا التمثيل، بالإضافة إلى كونه الظلم الأكبر، فإنه سيثير الريبة والغيرة في نفوسهم، وسيثني رغبتهم إلى الأبد في تمثيل مثل هذا الاتحاد …»
وأخيرًا، دافع توريس عن حق النيابة الملكية لغرناطة الجديدة في تشكيل خونتا عسكرية؛ نظرًا للظروف السياسية الجارية. وعلى الرغم من أن المسودة عبّرت عن العديد من المشاعر المشتركة للكريولوس في ذلك الوقت؛ وربما ناقشها أعضاء بارزون في مجتمع العاصمة، فإن الكابيلدو لم يعتمدها قط. وقد نُشرت لأول مرة في عام 1832.

### أول مجالس عسكرية
مع تدهور الوضع العسكري في إسبانيا، رغب العديد من الأمريكيين الإسبان في تشكيل (خونتا) مجالس عسكرية خاصة بهم، على الرغم من إعلانهم الرسمي بولائهم للخونتا العسكرية العليا. وقد أحبط القائد العام حركة لتشكيل خونتا عسكرية في كاراكاس المجاورة في عام 1808، وقام باعتقال المتآمرين. أُنشئت خونتا عسكرية في «المنطقة الملكية بتشاركاس» (بوليفيا الحالية) في 25) مايو)، وفي لاباز في (يوليه 1809).
الأهم من ذلك بالنسبة للأحداث التي وقعت في غرناطة الجديدة، في المنطقة الملكية المجاورة لكيتو -وهي إقليم يقع تحت رعاية النيابة الملكية لغرناطة الجديدة –حيث قامت مجموعة تابعة للكريولوس بقيادة خوان بيو مونتيفار، المركيز الثاني لسلفا أليغري، بإنشاء خونتا لوز دي أمريكا العسكرية المستقلة في 10 أغسطس، وأقسمت الولاء لفرديناند السابع، ولكنها رفضت سلطات نائب الملك. اعتبر نائب الملك «أنطونيو خوسيه عمار يي بوربون» ذلك تمردًا، وخوفًا من حدوث تطورات مماثلة للتي حدثت في غرناطة الجديدة، أمر بالقضاء على الخونتا العسكرية؛ وذلك بالاشتراك مع نائب الملك في بيرو.